# Révolte de Tacfarinas
Guerres romano-berbères
Batailles
La révolte de Tacfarinas est une insurrection majeure qui se déroula entre 17 et 24 ap. J.-C. en Afrique romaine, principalement en Numidie et ses environs. Elle fut dirigée par Tacfarinas, un ancien auxiliaire romain numide devenu chef rebelle, qui parvint à fédérer plusieurs tribus berbères contre le pouvoir impérial romain.

## Contexte
À la suite de l'annexion du royaume numide par Rome et son intégration à la province d'Afrique proconsulaire, des tensions subsistèrent entre les populations nomades, notamment les Musulames, et l'administration romaine, accusée d'empiéter sur les terres tribales et de perturber l'organisation traditionnelle des sociétés berbères,.
Les auteurs antiques, à l'exception de Tacite, n'ont pas expliqué les causes de la guerre entre Rome et les Musulames dirigés par Tacfarinas. Tacite, dans ses Annales, décrit l'insurrection sans en analyser les origines, se contentant de noter l'apparition de troupes pillardes et de raids maures. L'absence d'explication viendrait, selon Ronald Syme, du fait que Tacite s'appuyait sur les acta senatus, des documents officiels peu détaillés.
Face à cette lacune, les historiens modernes ont adopté différentes approches :
1. Explication générale : opposition de civilisations : Des auteurs comme Pietro Romanelli ou Martin Charlesworth (en) voient dans la révolte l’incompatibilité entre le mode de vie nomade et l’ordre romain urbain. L'historien Gilbert Charles-Picard développe cette idée de façon plus nuancée.
2. Conflit lié à la terre : Certains (comme Luigi Cantarelli, Paul Petit, John Haywood, Guy Rachet, etc.) expliquent la guerre par la volonté des semi-nomades de défendre leurs terres de parcours menacées par l’expansion italienne. Toutefois, Thomas Robert Shannon Broughton et des recherches récentes montrent qu’il n’y avait pas encore de colonisation rurale significative à cette époque ; la colonisation ne débute réellement que sous les Flaviens.
3. Politique d’urbanisation manquée : l'épigraphiste hongrois Géza Alföldy pense que la cause principale fut l’arrêt de l'urbanisation, frustrant les ambitions de groupes déjà partiellement romanisés. Il évoque une administration provinciale lente et rigide, incapable de canaliser les aspirations locales.
4. Enfin, certains historiens reviennent sur la construction en 14–17 ap. J.-C. d'une route stratégique entre Tacape (Gabès) et Ammaedara (Haïdra) sous l’autorité de Lucius Nonius Asprenas, comme possible déclencheur du conflit. Cette route militaire traversait des zones steppiques peu colonisées mais déjà sous contrôle romain. La pose des bornes milliaires à la mort d'Auguste en 14 aurait pu être perçue comme un acte de domination ou de provocation. Elle demeure le seul événement concret contemporain pouvant avoir provoqué l'insurrection.

## Déroulement
Tacfarinas, ancien soldat dans les troupes auxiliaires romaines, s'enfuit dans le désert et organisa une révolte en rassemblant plusieurs tribus nomades, dont les Musulames, les Gétules, ainsi que des Maures des régions plus occidentales. Il adopta une stratégie mêlant guérilla et guerre ouverte, fondant une armée structurée selon le modèle romain,
La rébellion débuta vers l’an 17 et dura près de sept ans. Tacfarinas lança des raids sur des colonies et postes romains, poussant l'empereur Tibère à renforcer la présence militaire en Afrique. Le proconsul Quintus Junius Blaesus mit en place une stratégie de fortins (castella) et de troupes mobiles pour encercler les rebelles.
Malgré plusieurs campagnes, Tacfarinas échappa à la capture et poursuivit la guerre. Il proposa à Rome des négociations en demandant des terres pour son peuple, ce que Tibère refusa, considérant cette demande comme une offense faite à l’empire.
En l'an 24, le nouveau proconsul d’Afrique, Publius Cornelius Dolabella, parvint à éliminer la menace. Il traqua et tua Tacfarinas lors d’une attaque surprise contre son camp. Avec la mort du chef rebelle, la révolte prit fin, bien que des tensions subsistèrent dans la région.

## Conséquences
La victoire romaine renforça l’emprise de l’Empire sur l’Afrique du Nord, mais la révolte montra les limites de la domination romaine sur les populations nomades. Elle entraîna aussi la militarisation de la frontière sud de l’Afrique proconsulaire et la consolidation du limes africain.

## Sources et références